# Erythroxylum obtusifolium
Erythroxylum obtusifolium là một loài thực vật thuộc họ Erythroxylaceae. Đây là loài đặc hữu của Sri Lanka.